# جهامة (مدينة المحويت)

تعديل مصدري - تعديل

جهامة هي إحدى قرى عزلة المحويت بمديرية مدينة المحويت التابعة لمحافظة المحويت، بلغ تعداد سكانها 167 نسمة حسب تعداد اليمن لعام 2004.